# Мандрикова Лариса Олександрівна
Лариса Олександрівна Ма́ндрикова (нар. 27 квітня 1953, Миколаїв) — українська художниця і педагог; член Спілки радянських художників України з 1987 року.

## Біографія
Народилася 27 квітня 1953 року в місті Миколаєві (нині Україна), дочка художниці Надії Мандрикової-Дончик. 1974 року закінчила художньо-графічний факультет Одеського педагогічного інституту.
Після здобуття фахової освіти викладала у Миколаївській дитячій художній школі, потім у Фонді Спілки художників Миколаєва. Мешкає у Миколаєві в будинку на Центральному проспекті, № 96.

## Творчість
Працює у галузях станкового живопису і станкової графіки у жанрах портрета, пейзажу, натюрморту, жанрового живопису. У реалістичному стилі створює олійні, акварельні картини, офорти.  Серед робіт:
- «Натюрморт» (1980);
- «Діалоги про природу» (1982);
- «Сестра Любава» (1983);
- «Добрий ранок» (1986);
- «Райдуга надії» (1987);
- «Вечір» (1987);
- «Скакання на дерев'яних конячках» (1989);
- «Натюрморт зі світильником» (1989);
- «Сонячний ранок» (1992);
- диптих «Зима» (1993);
- «На березі моря» (2002);
- «Хлопчик із лютнею» (2010).

Учасниця обласних, всеукраїнських, всесоюзних та міжнародних мистецьких виставок з 1970-х років. Персональні виставки відбулися у Миколаєві у 1987, 2013 роках. 
Картини зберігаються у Миколаївському художньому музеї, дирекції виставок України, приватних колекціях.